# Balafon

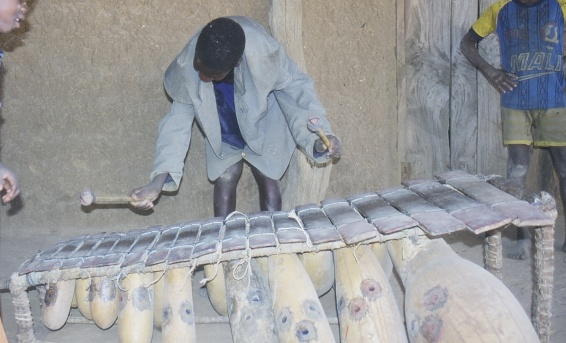
Balafon

Balafon, auch bala, balo, balafou, balangi, sind Xylophone mit untergehängten Kalebassen als Resonatoren, die in unterschiedlichen Varianten in Westafrika verbreitet sind.
Die Tradition des von den Malinke als ältestes Balafon verehrten sosso-bala wurde 2008 von der UNESCO in die Repräsentative Liste des immateriellen Kulturerbes der Menschheit für Guinea aufgenommen, ebenso wie 2012 „die kulturellen Bräuche in Verbindung mit dem Balafon der Senufo-Gemeinschaften in Mali, Burkina Faso und der Elfenbeinküste“.

## Herkunft und Verbreitung

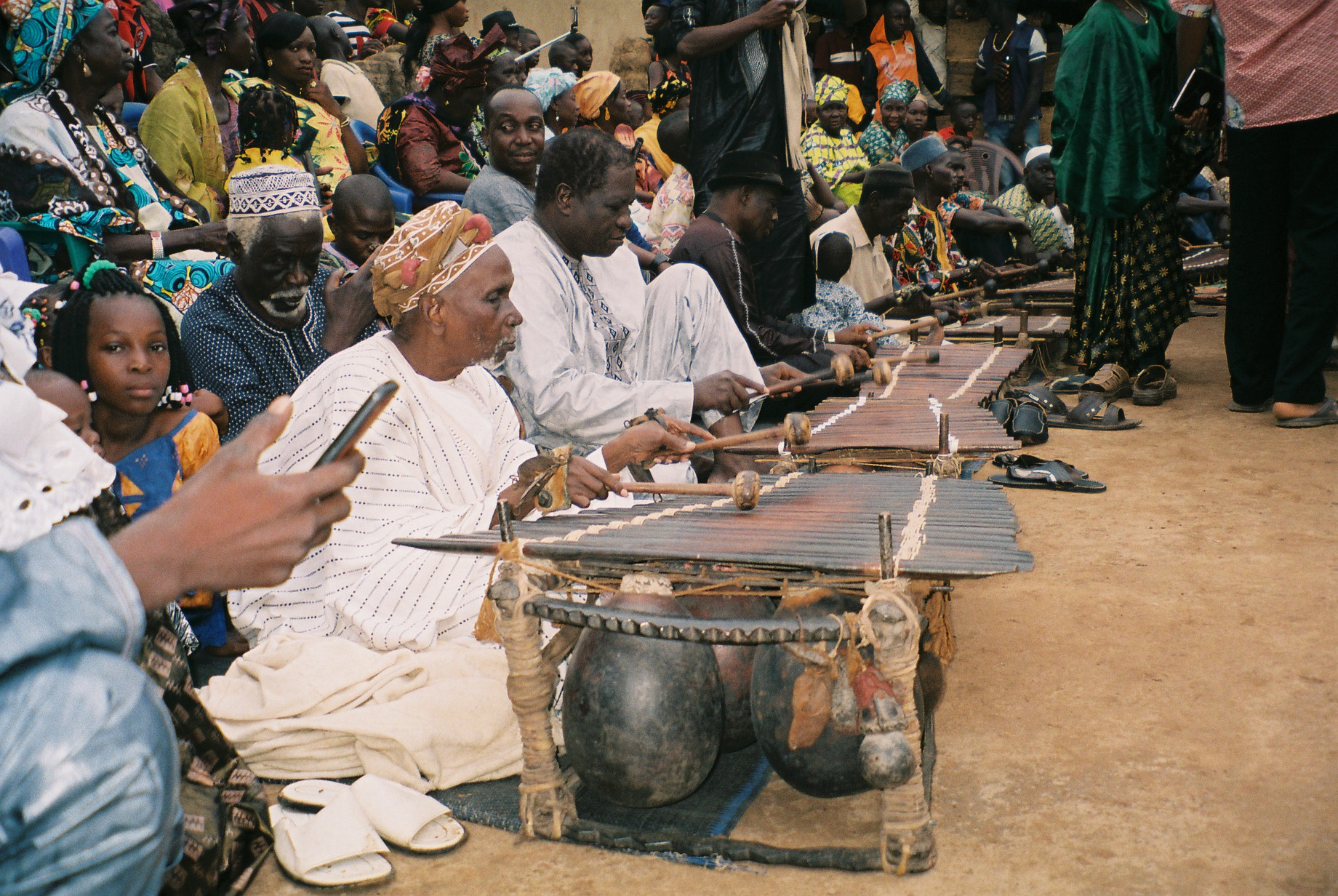
Sosso-bala (Ur-Balafon) von Niagassola

Der Name „Balafon“ für das in der Region üblicherweise bala oder balo genannte Instrument ist vermutlich eine Angleichung an europäische Sprachen in Verbindung mit dem griechischen Wortbestandteil phon („Stimme, Klang“) oder könnte auf den Manding-Ausdruck bala fo („bala spielen“) zurückgehen. Die erste bekannte Beschreibung des Instruments stammt von Ibn Battūta, der sich 1352 am Hof des mittelalterlichen Malireichs aufhielt. Im Jahr 1620 erwähnte der englische Entdecker und Goldsucher Richard Jobson ein ballards genanntes Instrument von Gambia mit 17 Klangplatten und untergehängten Kalebassen. Laut der Beschreibung Mungo Parks in den 1790er Jahren besaß das balafou der Mandinka 20 Klangplatten aus Hartholz.
Gemäß einem Geschichtsmythos von Griots in Mali stammt das heilige sosso-bala aus dem 13. Jahrhundert. Nach dem Untergang des Gana-Reiches im 12. Jahrhundert übernahm Soumaoro Kanté aus dem Reich Sosso 1190 die Herrschaft über die Hauptstadt Koumbi Saleh und profitierte von dem Machtvakuum in der Region. Nach den Schilderungen etablierte er ein Terrorregime und unterjochte die Bevölkerung. Soumaoro kam aus der Kaste der Schmiede, die mit magischen Praktiken assoziiert wird. Der Legende nach bekam er 1205 ein riesiges Balafon gezeigt, das seine Kräfte noch steigern sollte. Er brachte es an sich und schickte sich an, auch noch das kleine Manding-Land mit der Hauptstadt Niani anzugreifen. Dieses war seinerseits gerade geschwächt, weil der rechtmäßige Thronerbe Sundiata Keïta von seinem Halbbruder Dankaran Touma ins Exil getrieben worden war. 1235 kam der erwachsene Sundiata zurück und besiegte in der Schlacht von Kirina den Widersacher. Das magische Balafon sosso-bala ging als Kriegsbeute an Sundiata und dieser übergab es an seinen treuen Hofmusiker Balla Fasséké Kouyaté. Seither geht es immer an den ältesten noch lebenden Nachfahren von Balla Fasséké Kouyaté. Derzeit ist dies El Hadji Sékou Kouyaté (* um 1924) in Niagassola (im Nordosten Guineas an der Grenze zu Mali). Es soll laut der Familie noch original erhalten sein, nur die Halteschnüre würden regelmäßig ersetzt. Ebenso seien der originale Gürtel, Speer und die Mütze von Soumaoro erhalten.
Bekannt ist auch das Dorf Tabato in Guinea-Bissau, in dem seit 1870 eine eigene Balafon-Tradition bewahrt wird und alle Bewohner Balafon spielen. Das Dorf war 2013 Gegenstand zweier Filme des angolanisch-portugiesischen Regisseurs João Viana. Der kanadische Ethnomusikologe Sylvain Panneton veröffentlichte Anfang der 1990er Jahre eine Studie zum Balafon von Tabato in der Fachzeitschrift Soronda. Danach reiste der tabatoische Balafonspieler Umar nach Montreal und lehrte neun Monate lang das Balafonspiel an einer dortigen Universität. Umar ist der jüngere Bruder von Tcherno Djabaté, ein Balafonspieler in Tabato, der bereits in China und Korea auftrat. Tcherno ist der Sohn des bedeutenden Balafonspielers Djali Ba Koli Djabaté, dessen Vater Bunun Ka Djabaté bereits bei der Kolonialausstellung 1940 in Lissabon für sein Balafonspiel ausgezeichnet wurde.

## Bauform und Spielweise
Das Balafon besteht aus Holz-Klangstäben und Kalebassen – hohlen Kürbissen, die als Resonanzkörper dienen. In die Seiten der Kalebassen sind zwei oder drei fingerdicke Löcher gebohrt, über die Spinnweben oder Fledermausflügel geklebt werden (heute immer häufiger Zigarettenpapier). Diese Mirlitone werden durch die Resonanz in Schwingung versetzt und beginnen zu schnarren.
Die Klangstäbe und ihre Resonatoren werden von einem Rahmen aus gespaltenem Bambus und Ziegenhautstreifen zusammengehalten. Heutige Balafone unterscheiden sich beträchtlich in ihrer Größe, Anzahl der Klangplatten (zwischen 12 und 23) und ihrer Stimmung. Der Tonumfang beträgt üblicherweise zweieinhalb bis dreieinhalb Oktaven; das vermutlich größte Balafon der Sambla-Sprecher im Westen von Burkina Faso mit 23 Klangplatten hat einen Tonumfang von über vier Oktaven. Am weitesten verbreitet sind pentatonisch gestimmte Balafone, heptatonische Balafone dürfen nur von männlichen Griots gespielt werden.
Das sosso-bala hat eine äquidistante heptatonische Stimmung. Es ist nicht ganz weit von der Diatonik entfernt. Viele der Spieler des Kouyaté-Clans übertragen die Melodien auch auf C- oder F-Balafone. Die Frauen singen die traditionellen Lieder. Zentren der Balafon-Musik sind heute Guinea und Mali. Dort wird die Griot-Spieltradition in erster Linie innerhalb der Kouyaté-Familie weitergegeben. In der zweiten Hälfte des 20. Jahrhunderts wurde die Spielweise insbesondere von Kélétigui Diabaté weiterentwickelt.
Bei den Senufo in der Elfenbeinküste sowie den Lobi, Tusia und Sambla in Burkina Faso kann auf dem Balafon eine Surrogatsprache gespielt werden, bei der sich Tonhöhen und klangliche Eigenheiten ihrer tonalen Sprachen in melodisch-rhythmische Strukturen übertragen lassen, die von kundigen Zuhörern verstanden werden. Für die Übermittlung einfacher Nachrichten dienen in Afrika meist Sprechtrommeln (talking drums, besonders Sanduhrtrommeln mit veränderlicher Tonhöhe), Flöten (Querflöte pion bei den Sambla, Längsflöte oja bei den Igbo in Nigeria) und Hörner, in Südostasien auch Maultrommeln. Surrogatsprache bei Xylophonen ist selten und beschränkt sich auf das Balafon in Westafrika.
Bei den Sambla spielen drei Musiker zugleich das Balafon. Surrogatsprache kommt zumindest zeitweilig in jedem ihrer Stücke vor. Neben der Unterhaltungsmusik verwenden die Sambla das Balafon auch bei traditionellen Heilungszeremonien, bei denen das Balafon bestimmte Anrufungsformeln spricht. Mit der Balafon-Sprache lässt sich eine Kritik an einer Person ausdrücken, die selbige in gesprochener Sprache als Beleidigung empfinden könnte.